# Giuseppe Valditara

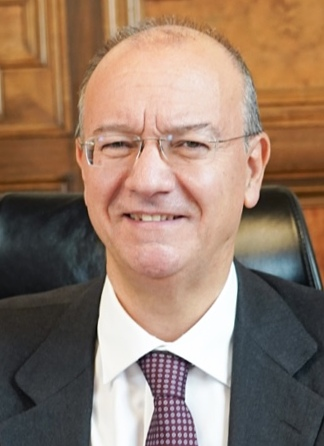
Giuseppe Valditara (2022)

Giuseppe Valditara (geboren 12. Januar 1961 in Mailand) ist ein italienischer Hochschullehrer und Politiker. Zwischen 2001 und 2013 gehörte er für drei Legislaturperioden dem Senat an. Seit Oktober 2022 ist er Minister für Unterricht und Verdienste im Kabinett Meloni.

## Werdegang

### Wissenschaftliche Laufbahn
Valditara wuchs in Mailand auf. Nach dem Besuch des humanistischen Gymnasiums „Berchet“ begann er ein Studium der Rechtswissenschaften an der Universität Mailand, das er 1984 mit der Laurea abschloss. 1988 promovierte er in römischem und antikem Recht an der Universität Bologna. Anschließend schlug er eine akademische Laufbahn ein und wurde 1992 Assistenzprofessor an der Universität Turin im Fachbereich Institutionen des römischen Rechtes. 1997 wurde er als Ordentlicher Professor übernommen. Von 2005 bis 2011 war er Dekan der rechtswissenschaftlichen Fakultät der Università Europea di Roma. 2013 nahm er seine Professur an der Universität Turin wieder auf, an der er bis 2018 und dann von erneut von 2021 bis 2022 lehrte.

### Politische Laufbahn
Valditara begann seine politische Laufbahn 1993, als er für die der Lega Nord nahe stehende und von Gianfranco Miglio geleitete Stiftung Saladori am Entwurf einer föderativen Verfassung arbeitete. Bei den Parlamentswahlen 2001 zog er für die Mitte-rechts-Sammelpartei Il Popolo della Libertà (PdL) in den Senat ein und gehörte dort der Fraktion von Alleanza Nazionale an. Bei den Parlamentswahlen 2006 und 2008 konnte er seinen Sitz im Senat verteidigen. Während der drei Legislaturperioden gehörte er verschiedenen Ausschüssen im Senat an, wurde aber in den Kabinetten Berlusconi II, III und IV nicht mit weiteren Regierungsaufgaben betraut. Unter Bildungsministerin Mariastella Gelmini im Kabinett Berlusconi IV war er lediglich als Referent für die vom Mitte-rechts-Bündnis angestrebte und umstrittene Schul- und Hochschulreform beteiligt.
Nach dem Zerwürfnis zwischen Silvio Berlusconi und Gianfranco Fini schloss sich Valditara 2010 der von Fini gegründeten Partei Futuro e Libertà per l’Italia an und wurde deren Koordinator in der Region Lombardei. 2015 gründete er die den Positionen Matteo Salvinis nahe stehende politisch-kulturelle Zeitschrift „Logos“. Im Kabinett Conte I war er unter Unterrichtsminister Marco Bussetti von der Lega Leiter des Ressorts Hochschulen.
Am 21. Oktober 2022 wurde Giuseppe Valditara von der designierten Ministerpräsidentin Meloni als neuer Minister für Unterricht und Verdienste vorgeschlagen und am Tag darauf von Staatspräsident Sergio Mattarella vereidigt.

## Kontroversen
Mediales und politisches Aufsehen erregte seine Kritik an der Direktorin des naturwissenschaftlichen Gymnasiums „Leonardo da Vinci“ in Florenz im Februar 2023. Die Schulleiterin hatte den Angriff auf offener Straße auf zwei ihrer Schüler durch rechtsextreme Aktivisten unter der weitgehenden Gleichgültigkeit der Passanten scharf verurteilt. In einem offenen Brief an ihre Schüler verwies sie darauf, dass auch der Aufstieg des Faschismus auf derartigen Angriffen beruhte. Valditara äußerte sich nicht gegenüber den Angriffen, bezeichnete aber den Vergleich als „unpassend“ und kündigte an, gegen die „Politisierung“ in den Schulen vorgehen zu wollen. Die Holocaust-Überlebende Edith Bruck bezeichnete die Ankündigung Valditaras als „Wahnsinn“ und forderte ihn zum Rücktritt auf.

## Veröffentlichungen (Auswahl)
- Studi sul magister populi: dagli ausiliari militari del rex ai primi magistrati repubblicani. Giuffre, Mailand 1989.
- Diritto pubblico romano. Giappichelli, Turin 2013, ISBN 978-88-348-9955-7.
- Civis Romanus Sum: Citizenship and Empire in Ancient Rome . Academica Press, Washington/London 2020.
- Alle radici romane della Costituzione: persona, famiglia, Stato, proprietà, libertà. Guerini, Mailand 2022, ISBN 978-88-6250-870-4.
- mit Alessandro Amadori: È l’Italia che vogliamo: il manifesto della Lega per governare il Paese. Piemme, Mailand 2022, ISBN 978-88-566-8978-5.